# Azochis essequibalis
Azochis essequibalis là một loài bướm đêm trong họ Crambidae.